# George Adamson
Ci sono giovani uomini e giovani donne disposti ad assumere questo incarico?

Chi farà sentire la sua voce, quando la mia sarà stata portata via dal vento, chi aiuterà la causa?»
(George Adamson)
George Alexander Graham Adamson (Dholpur, 3 febbraio 1906 – Kenya, 20 agosto 1989) è stato un naturalista inglese.
Il suo nome in swahili era "Baba ya Simba", letteralmente "Il padre dei leoni", ed è stato uno dei padri fondatori della conservazione della fauna selvatica.

## Biografia
George Adamson nacque in India, allora India Britannica. Sua madre Katherine era inglese e suo padre Harry, che ha contribuito alla formazione di un esercito per il Rajah di Dholpur, era irlandese. Da ragazzo George frequentò un collegio inglese e, insieme al fratello Terrance, qualche volta si concesse delle escursioni in Scozia. Nel 1924, all'età di 18 anni, George si recò in Kenya per lavorare nelle piantagioni di caffè del padre, ma questo impiego non era adatto al suo spirito avventuroso e negli anni successivi provò a cambiare lavoro molte volte. Nel 1938, a 32 anni, viene assunto dal Dipartimento Naturale del Kenya come capo guardiano della riserva nel distretto nord. In questo nuovo impiego Adamson si sente molto più soddisfatto e, quattro anni più tardi, incontrò sua moglie Joy, autrice del libro Nata libera dal quale è stato poi tratto il film del 1966. Dalla loro unione non sono nati figli, avendo Joy avuto 3 aborti spontanei.
Nel 1956 George e sua moglie decisero di farsi carico di tre cuccioli di leone rimasti orfani. Due di questi cuccioli (Lustica e Big One) vennero spediti ad uno zoo e l'ultimo cucciolo, una femmina, venne cresciuta dalla coppia. La leonessa verrà chiamata successivamente Elsa. L'animale aveva un'intelligenza e una fiducia fuori dal normale e questo suo carattere docile ha ispirato la coppia a scriverne la storia e a sensibilizzare in questo modo l'opinione pubblica riguardo alla salvaguardia e alla conservazione delle specie selvatiche.

## La storia di Elsa
Quando la leonessa raggiunse l'età di tre anni i coniugi decisero che per il suo bene avrebbe dovuto reintegrarsi nella natura, abbandonando così il sicuro rifugio umano. Adamson insegnò all'animale a cacciare e a prendersi cura di sé, un'integrazione con la natura selvaggia che non era mai stata tentata in precedenza. Elsa sviluppò col tempo il suo istinto di caccia e, anche se pieno di difficoltà, il progetto di reintegrazione riuscì perfettamente.
Nonostante la sua introduzione alla vita selvaggia Elsa non abbandonò mai la coppia di coniugi e morì dopo pochi anni, probabilmente per una malattia. George Adamson alla sepoltura di Elsa sparò 20 colpi di fucile per rendere onore all'amicizia che lo legava all'animale. Venne deposta al Parco Nazionale di Kora, in prossimità del fiume e il luogo è ancora oggi meta turistica di visitatori che le porgono omaggio.

## Gli anni successivi
Nel mese di aprile del 1961 George andò in pensione dal suo ruolo di guardiano per potersi dedicare principalmente alla sua attività e ai suoi studi con i leoni. Rimase nel Parco Nazionale di Meru, alla frontiera nord del Kenya. In quegli anni la moglie Joy scrisse il suo libro sulla storia di Elsa, che diventerà successivamente un best seller in molte lingue. Gran parte del libro è stata scritta utilizzando le note personali di George e della sua personale esperienza con la leonessa. Gli attori protagonisti del film Nata libera, Bill Travers e Virginia McKenna, recatisi in Kenya per le riprese, trascorsero molto tempo con George e Joy diventandone amici intimi. Il film venne nominato per tre premi Oscar, vincendone due.

## L'incontro con Christian
Nel 1970 Bill Travers e Virginia McKenna, trovandosi a Londra, si recarono in un negozio di mobili per acquistare una scrivania. Fecero così la conoscenza di John Rendall e Anthony Bourke, due amici che lavoravano nel negozio, e di Christian, un leone maschio di un anno che i due ragazzi avevano acquistato un anno prima nel reparto animali esotici del grande magazzino londinese Harrods. Rendall e Bourke avevano praticamente salvato il cucciolo di poche settimane da un destino sicuramente più tragico e per permettergli di muoversi un po' di più, dato che il cucciolo aveva raggiunto ormai una grande stazza, lo avevano portato a vivere nel seminterrato del negozio. In più, il vicario locale aveva dato loro la possibilità di farlo scorrazzare per qualche ora al giorno nel prato del cimitero adiacente. Questo incontro cambierà la vita dei due amici e del loro amico felino. La McKenna raccontò loro della storia di Elsa e li mise in contatto con Adamson, per tentare anche con Christian una reintroduzione alla vita selvaggia nel continente africano.
I due ragazzi accettarono la proposta e nel corso dell'anno organizzarono la spedizione in Kenya per Christian, avvertiti comunque da Adamson che la reintroduzione di Christian sarebbe stata molto più difficile di quella di Elsa e probabilmente l'esperimento sarebbe fallito. Elsa infatti era nata in Kenya e quindi era sempre vissuta nel suo habitat naturale, anche se domestico, mentre Christian aveva vissuto sempre in casa con i due amici umani e non era nemmeno abituato al clima africano. Fortunatamente Christian rispose positivamente al tentativo e la sua curiosità ed intelligenza lo portarono a fare amicizia con un altro leone di Adamson, Boy, e lo riconobbe come capobranco. Dopo varie vicissitudini, come la morte di Boy per mano di Adamson nel tentativo di salvare uno chef della riserva che era stato azzannato al collo dal leone, Christian riuscì a prendere contatto con due femmine e ad organizzarsi un nuovo branco con i suoi cuccioli. Circa tre anni dopo Randall e Bourke decisero di recarsi in Kenya per vedere coi propri occhi i progressi del loro amico e il video di questo incontro è stato reso pubblico trent'anni dopo e visionato più di 20 milioni di volte, commuovendo gente di ogni Paese.

## Gli ultimi anni
Dopo la riuscita integrazione di Christian alla vita selvaggia Adamson ha continuato nel corso degli anni successivi a lavorare con i suoi amati felini, aiutando i suoi successori a capire che il leone, oltre che un predatore, è capace di sviluppare una vasta gamma di comportamenti, fino ad allora sconosciuti come il sesto senso che li lega all'essere umano. Il 20 agosto del 1989 George Adamson venne barbaramente assassinato da un gruppo di banditi armati somali, in Kenya, probabilmente per essere intervenuto al salvataggio del suo assistente e di un giovane europeo in visita turistica nel parco di Kora. Le sue spoglie sono state deposte nel Parco Nazionale di Kora, Kenya, vicino a quelle del fratello Terrance e del suo inseparabile amico leone, Boy. La sua testimonianza di naturalista e di grande conoscitore dei leoni è stata d'ispirazione per altri naturalisti a capire come interagire con un mondo fino ad allora considerato solo selvaggio.
Nei suoi scritti ha ribadito che l'animale più pericoloso del mondo è sempre l'uomo e che l'atteggiamento dell'essere umano deve cambiare, per far sì che il pianeta continui a sopravvivere nel suo delicato meccanismo. George Adamson ha vissuto una vita con i leoni, rinunciando a tante comodità per poterli studiare e capire come mai nessuno è riuscito a fare prima di lui. Ha vissuto in armonia con la natura e ha condiviso questa incredibile esistenza con i suoi amati felini per poter aiutare a salvaguardare la fauna selvatica e per proteggere l'unico ambiente in cui essi possono vivere.

## Film e documentari
- Born Free, Nata libera - Tratto dal libro di Joy Adamson - La vita e la storia di Elsa, film del 1966
- Christian, The Lion at World's End - La storia vera di Christian il leone